# Aldea del Cano
Aldea del Cano è un comune spagnolo di 729 abitanti situato nella comunità autonoma dell'Estremadura.